# Osowo Lęborskie
Osowo Lęborskie (dodatkowa nazwa w j. kaszub. Òsowò Lãbòrsczé, niem. Wussow) – osada kaszubska w Polsce położona w województwie pomorskim, w powiecie lęborskim, w gminie Cewice przy drodze wojewódzkiej nr 214 na obszarze kompleksu leśnego Puszczy Kaszubskiej.
Przez miejscowość przechodzi nieczynna linia kolejowa nr 237 Lębork-Bytów, na trasie której znajdował się przystanek kolejowy obsługujący osadę.
| SIMC    | Nazwa   | Rodzaj     |
| ------- | ------- | ---------- |
| 0741570 | Osowiec | przysiółek |

W latach 1975–1998 miejscowość administracyjnie należała do województwa słupskiego.